# Wimborne St Giles
Pour les articles homonymes, voir St Giles.
Wimborne St Giles est une paroisse civile et un village du Dorset, en Angleterre.